# Morten Børup Hallen
Morten Børup Hallen er et idrætsanlæg i Skanderborg. Den blev skabt af arkitekten Gehrdt Bornebusch (1925-2011), der i en ung alder tegnede hallen til brug for skolen, der lå på nabogrunden, samt til sportsaktiviteter generelt. Hallen blev officielt indviet 15. april 1967. Den blev dog taget i brug omtrent et år tidligere. 
Hallen blev til oktober 2016 brugt af det lokale håndboldligahold, Skanderborg Håndbold, der 16. maj 2011 sikrede sig oprykning til den bedste danske række. Kvindeholdet blev oprykkere i sæsonen 2015-16. 
Hallen, med tilnavnet  "Cigaræsken"  blev i oktober 2016 afløst af en ny hal der er opført i forbindelse med Skanderborgs nye rådhus, Fælleden .

## Eksterne kilder og henvisninger
1. ↑  Skanderborg siger farvel til "Cigaræsken" med et brag af en fest dr.dk 20. okt. 2016

|  | Denne artikel om en bygning eller et bygningsværk kan blive bedre, hvis der indsættes et (bedre) billede. Du kan hjælpe ved at afsøge Wikimedia Commons for et passende billede eller lægge et op på Wikimedia Commons med en af de tilladte licenser og indsætte det i artiklen. |

56°2′10.49″N 9°55′23.39″Ø / 56.0362472°N 9.9231639°Ø